# Valverdón
Valverdón település Spanyolországban, Salamanca tartományban. Valverdón Calzada de Valdunciel, Castellanos de Villiquera, Villamayor, Florida de Liébana, El Pino de Tormes, Almenara de Tormes, Torresmenudas és Forfoleda községekkel határos. Lakosainak száma 264 fő (2024).

## Népesség
A település népessége az elmúlt években az alábbi módon változott:
| Lakosok száma | 289  | 291  | 277  | 264  | 288  | 280  | 285  | 285  | 278  | 264  |
|               | 2001 | 2004 | 2007 | 2009 | 2012 | 2014 | 2017 | 2019 | 2022 | 2024 |